# Beguma constellata
Beguma constellata är en fjärilsart som beskrevs av W. Warren 1896. Beguma constellata ingår i släktet Beguma och familjen Thyrididae. Inga underarter finns listade i Catalogue of Life.